# Jörg Woltmann

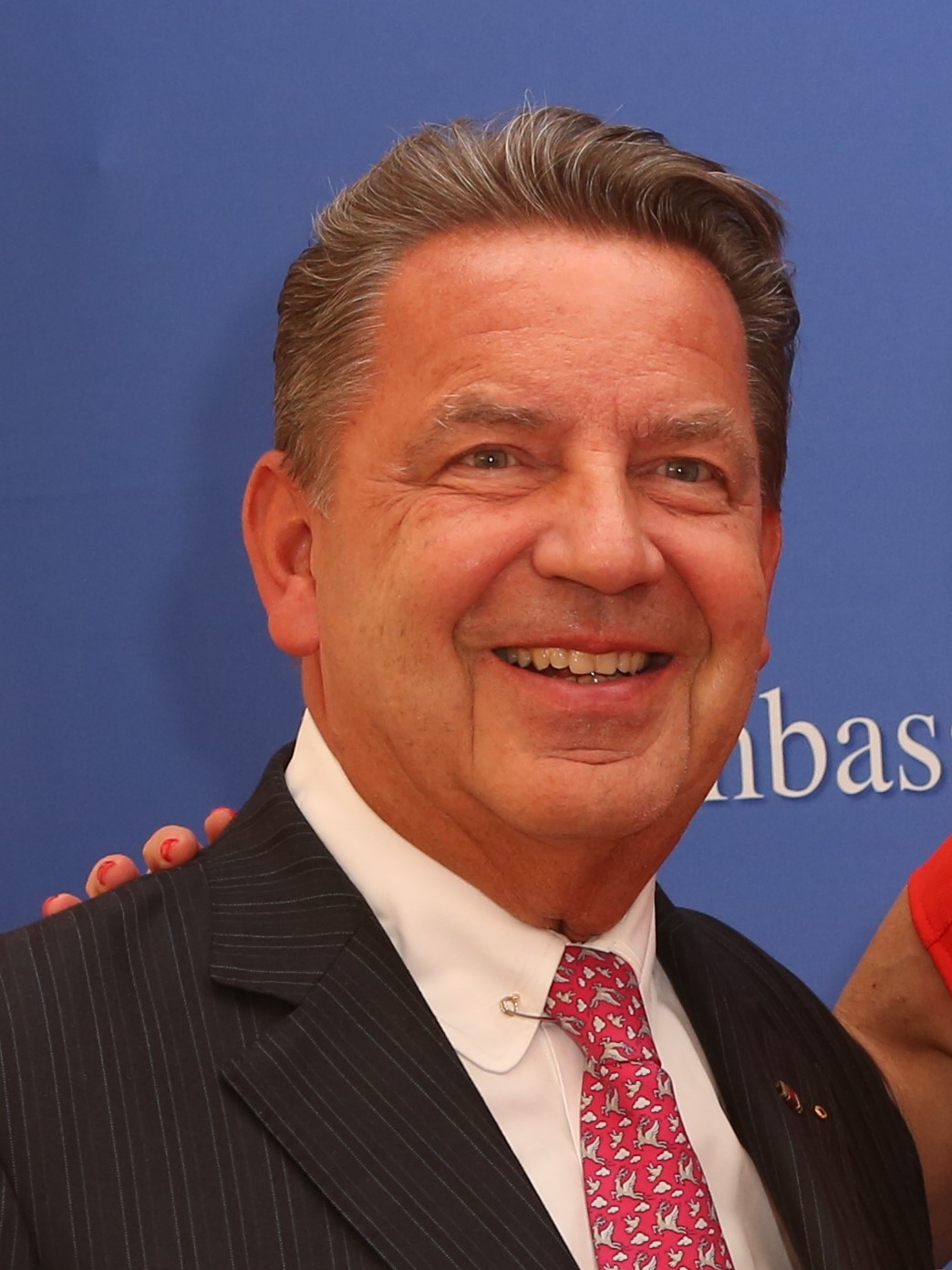
Jörg Woltmann (2014)

Jörg Woltmann (* 8. Februar 1947 in Berlin) ist ein deutscher Bankier und Unternehmer.

## Werdegang
Seine Mutter war Fabrikantin und Händlerin in der Damenoberbekleidungs-Branche in Berlin-Lichterfelde.
Woltmann kam im Berliner Stadtteil Moabit zur Welt. Nach dem Abitur absolvierte er von 1965 bis 1968 eine Lehre zum Bankkaufmann im Bankhaus Hermann Lampe. Im Anschluss studierte er von 1969 bis 1972 Betriebswirtschaftslehre an der Fachhochschule für Wirtschaft in Berlin.
Er machte sich als Partner einer Unternehmensberatung selbständig. 1979 gründete er zusammen mit einem Kompagnon die Privatbank Allgemeine Beamten Kasse, die speziell auf Bedürfnisse von Beamten und Angestellten aus dem Öffentlichen Dienst zugeschnitten ist. In der Bank machte er sich einen Namen als Sanierer von Unternehmen, zum Beispiel bei dem Hotelpark Stadtbrauerei Arnstadt in Thüringen.
Im Februar 2006 übernahm er als Alleingesellschafter die Königliche Porzellan-Manufaktur Berlin (KPM) und rettete das Unternehmen vor der Insolvenz.
Woltmann ist verheiratet mit Kerstin Woltmann, sie wohnen in Berlin-Dahlem. 1984 wurde die Tochter Sandra-Sophie geboren, die Design studierte und nun auch in der KPM tätig ist.
Woltmann ist Mitglied im Berliner Lions Club. Seine Leidenschaft sind alte und neue Autos, die er sammelt.

## Ehrungen
- 2007 Unternehmer des Jahres in Berlin
- 2011: Verdienstkreuz am Bande der Bundesrepublik Deutschland
„Durch sein Handeln ist ein kostbares Kulturerbe wieder zu einem weltweit gefragten Produkt geworden.“
- 2015 Verdienstorden des Landes Berlin